# Pollock Squared
Pollock Squared è un film del 2003 diretto da William Rabinovitch e basato sulla vita del pittore statunitense Jackson Pollock.